# Cristo e l'adultera (Tiziano)

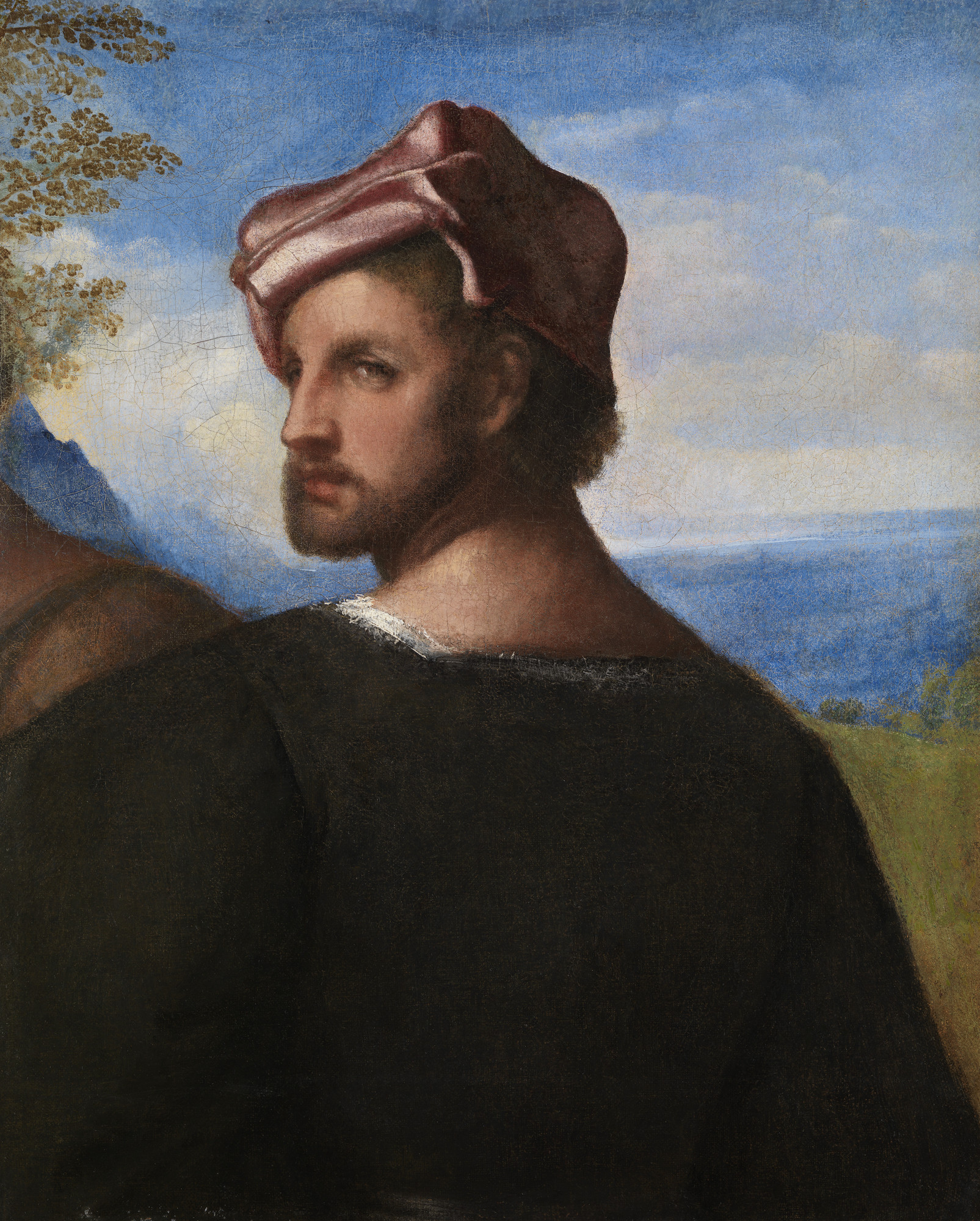
Il frammento originariamente a destra della tela

Cristo e l'adultera è un dipinto a olio su tela (137x180 cm) di Tiziano, databile al 1511 circa e conservato nel Kelvingrove Art Gallery and Museum di Glasgow. Del dipinto esiste inoltre un frammento con Busto d'uomo (54,5x43,5) originariamente a destra della tela, oggi nello stesso museo.

## Storia
L'opera è forse l'Adultera citata in una lettera di C. Sordi da Venezia a Francesco IV Gonzaga, datata 1612, in cui è assegnata a Giorgione. Altri dipinti di analogo soggetto, sempre riferiti a Giorgione e non identificabili in nessuna opera conosciuta, sono citati nel corso del XVII secolo in collezioni di Venezia, Genova e Firenze. La prima notizia certa sulla tela di Glasgow risale comunque al 1689, quando venne inventariata, pure come lavoro di Giorgione, nelle raccolte di Cristina di Svezia. Nel 1721 l'attribuzione mutò per il Pordenone e, dopo vari passaggi di proprietà, approdò nel 1856 alle raccolte civiche di Glasgow.
Una copia antica del dipinto all'Accademia Carrara dimostra come la parte destra venne decurtata in epoca imprecisata, probabilmente poiché rovinata nella parte inferiore. Una porzione di essa è stata riconosciuta in un busto maschile già nei depositi della National Gallery di Londra, affidato al museo scozzese in epoca recente.
Sull'attribuzione la critica avanzò numerosi nomi. Cavalcaselle fu il primo a dubitare dell'assegnazione a Giorgione, e in seguito vennero chiamati in causa Giovanni Cariani, Sebastiano del Piombo, il Romanino e Domenico Mancini. Per l'attribuzione a Tiziano, oggi abbastanza accettata, si espressero Berenson (1928 e 1932), Roberto Longhi (1927), Suida (1933), Fiocco (1941), Morassi (1942 e 1966), Pallucchini (1944) e Valcanover (1960). Decisivi sono stati soprattutto i raffronti con gli affreschi di Tiziano della Scuola del Santo a Padova, con una simile concertazione dinamica delle figure, in particolare col Miracolo del neonato.
Il restauro del 1955 ha riscoperto l'aureola crociata sul capo di Cristo, sciogliendo i dubbi sul soggetto, da alcuni indicato anche come Susanna dichiarata innocente dal profeta Daniele (Conrat, 1945), nel tentativo di riconoscervi una delle quattro storie di Daniele commissionate da Alvise da Sesti a Giorgione nel 1508, secondo un contratto pubblicato da Maolmenti sul quale però Richter espresse dubbi di autenticità.

## Descrizione e stile
Gesù, seduto a sinistra, è interpellato da alcuni farisei sul da farsi con una donna sorpresa in flagranza di adulterio. Il racconto evangelico ricorda allora come il Salvatore si espresse con parole di perdono, dichiarando che chi fosse "senza peccato", scagliasse "la prima pietra".
Il carattere rivoluzionario della tela è chiaramente evidente se visto nel contesto della tradizione artistica veneziana rappresentata da Giovanni Bellini: le sue composizioni, anche quelle con soggetti narrativi, tendevano infatti ad essere dominate da una calma statica, mentre Tiziano impostò pose e gesti in maniera audace e veemente, con figure in possesso di un'innovativa robustezza fisica, e i colori dei panneggi accesi di toni brillanti. Nessuna figura è statica e tutti si piegano attorno a un ipotetico semicerchio del palcoscenico, visto con un punto di vista leggermente rialzato.
Il frammento del giovane di spalle mostra un ragazzo dal volto intensamente caratterizzato, che con occhi espressivi si volge verso lo spettatore, compiendo una torsione del collo.